# Kosma Złotowski

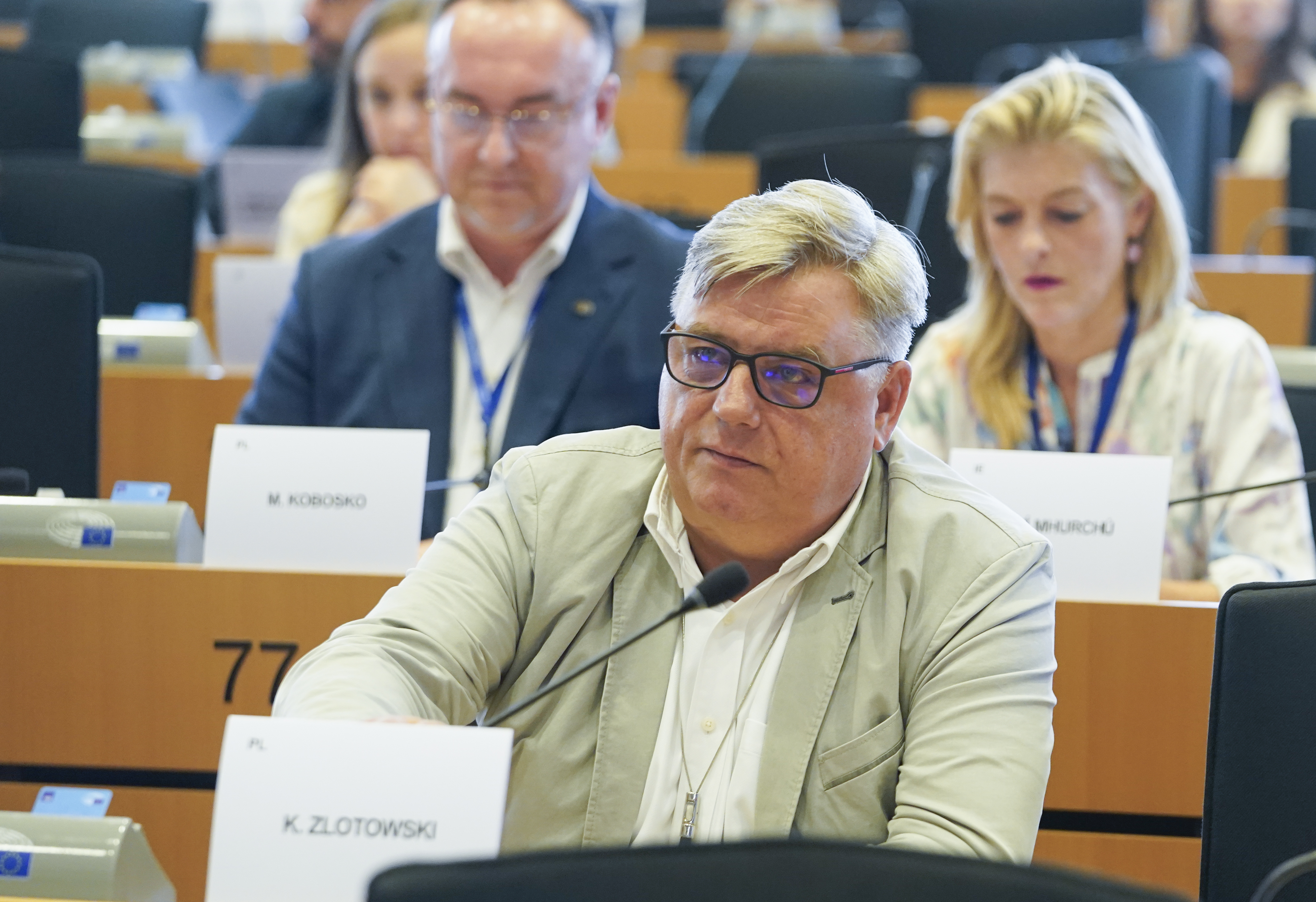
Kosma Złotowski (2024)

Kosma Tadeusz Złotowski (* 14. Januar 1964 in Bydgoszcz) ist ein polnischer Politiker (PC, AWS, PiS). Er war 1994/95 Stadtpräsident von Bydgoszcz. Er gehörte von 1997 bis 2001 und 2011 bis 2014 dem Sejm in dessen III. und VII. Wahlperiode und von 2005 bis 2007 dem Senat der Republik Polen an. Seit 2014 ist er Mitglied des Europaparlaments.

## Leben und Beruf
Złotowski schloss 1990 sein Studium der polnischen Philologie an der Universität Warschau ab. 1990/91 arbeitete er als Assistent an der geisteswissenschaftlichen Fakultät der Pädagogischen Hochschule Bydgoszcz und als Journalist beim regionalen Fernsehsender TVP Bydgoszcz. 1993/94 leitete er eine TV-Produktionsgesellschaft. 1996/97 war er erneut für TVP Bydgoszcz tätig. 2004 erlangte er einen MBA an der katholischen Dominican University in Chicago.
Złotowski ist verheiratet und hat zwei Kinder.

## Politik
Nach der Wende in Polen gehörte Złotowski bis 1999 dem Porozumienie Centrum (PC) an, für das er bei der ersten völlig freien Parlamentswahl 1991 erfolglos kandidierte. 1994/95 war er Stadtpräsident seiner Heimatstadt Bydgoszcz. Bei der Parlamentswahl 1997 wurde er auf der Liste des Wahlbündnisses Akcja Wyborcza Solidarność (AWS), dem sich das PC beteiligt hatte, erstmals in den Sejm gewählt. 1999 verließ er das PC und beteiligte sich an der Gründung der Porozumienie Polskich Chrześcijańskich Demokratów, der er bis zur Auflösung 2002 angehörte. Bei der Parlamentswahl 2001 kandidierte er nicht erneut und schied daher aus dem Sejm aus.
Nach kurzer Mitgliedschaft in der „Stronnictwo Konserwatywno-Ludowe – Ruch Nowej Polski“ trat er 2002 der Prawo i Sprawiedliwość (PiS) bei. Für diese wurde er bei den Selbstverwaltungswahlen 2002 in den Stadtrat von Bydgoszcz gewählt. Bei der Europawahl 2004 kandidierte er vergeblich für die PiS. Er gehörte 2005 bis 2007 dem Senat der Republik Polen an, wurde 2007 aber nicht wiedergewählt. Ebenso vergeblich bewarb er sich bei den Selbstverwaltungswahlen 2010 um das Präsidentenamt von Bydgoszcz. Bei der Parlamentswahl 2011 kehrte er nach zehn Jahren in den Sejm zurück.
Bei den Europawahlen 2014, 2019 und 2024 errang er jeweils ein Mandat im Europaparlament. Dort ist er Mitglied im Ausschuss für Verkehr und Fremdenverkehr, in der Delegation in den Ausschüssen für parlamentarische Kooperation EU-Armenien, EU-Aserbaidschan und EU-Georgien und in der Delegation in der Parlamentarischen Versammlung EURO-NEST. Seit 2019 ist er einer beiden Schatzmeister der Fraktion Europäische Konservative und Reformer im Europaparlament.